# Maria Frenklówna
Maria Frenklówna (ur. 1892)

## Życiorys
Nauczycielka języka łacińskiego we Lwowie. Członkini Akademickiego Koła Towarzystwa Szkoły Ludowej we Lwowie. Podczas I wojny światowej w l. 1915-1918 działaczka koła lwowskiego Ligi Kobiet Galicji i Śląska, była m.in. członkinią zarządu (1915-1918), wiceprzewodniczącą (1915-1916) oraz przewodnicząca sekcji: Opieki nad Rodzinami Legionistów (1915) potem ochroniarskiej (1915-1916).
Współwłaścicielka wraz z siostrą Walerią i dyrektorka do 1930 Prywatnego Gimnazjum Żeńskie im. Narcyzy Żmichowskiej we Lwowie. Gimnazjum posiadało pełne prawa gimnazjum państwowego. Dzięki niej placówka posiadała pokaźną bibliotekę zawierającą duży zestaw pozycji naukowych. Od 1918 pracowała także jako nauczycielka łaciny w Gimnazjum Żeńskim Żydowskiego Towarzystwa Szkoły Ludowej i Średniej we Lwowie. W okresie międzywojennym współpracownica „Kwartalnika Historyczna”.